# Новий Двур (Дзялдовський повіт)
Новий Двур (пол. Nowy Dwór, нім. Forsthaus Neuhof) — село в Польщі, у гміні Лідзбарк Дзялдовського повіту Вармінсько-Мазурського воєводства.
Населення — 175 осіб (2011).
У 1975-1998 роках село належало до Цехановського воєводства.

## Демографія
Демографічна структура станом на 31 березня 2011 року:
|          | Загалом | Допрацездатний вік | Працездатний вік | Постпрацездатний вік |
| -------- | ------- | ------------------ | ---------------- | -------------------- |
| Чоловіки | 90      | 24                 | 59               | 7                    |
| Жінки    | 85      | 14                 | 52               | 19                   |
| Разом    | 175     | 38                 | 111              | 26                   |